# 艾丽斯·里普利
艾丽斯·里普利（英語：Alice Ripley，1963年12月14日—），美国女演员、歌手。曾获得托尼奖最佳音乐剧女主角。